# 邪呀
邪呀（じゃが）は、エス・エヌ・ケイの対戦型格闘ゲーム『風雲黙示録』シリーズに登場する架空の忍者組織。

## 組織の概要
裏世界において古くから暗躍し続ける謎の忍者集団。主な活動内容は諜報任務や暗殺などの犯罪行為である。全員が素顔を仮面で隠し、カギ爪を中心とした武器や忍術を極めている。
シリーズ中ではゴズウ（牛頭）、メズウ（馬頭）、カズウ（鹿頭）の三兄弟と首領のジャズウ（邪頭）の4名が邪呀の忍者として確認されている。

## ゴズウ（牛頭）
テロリスト組織である邪呀に所属する忍者の一人で、炎の忍術の使い手。彼の三つ子の弟にメズウとカズウがいる。赤い装束を身に纏い、牛にも似たガスマスクで素顔を隠している。凶悪そうな見た目と裏腹に、冷静な性格をしている。また、メズウとは三つ子の兄弟であるが血液型は異なる為、一卵性の三つ子では無い様である。
『風雲黙示録』では末弟であるカズウが獅子王に殺された事を組織から聞かされ、弟のメズウと共に獅子王の開催した『獣神舞闘会』に参戦。カズウの仇を討つべく獅子王の命を狙う。
『風雲スーパータッグバトル』（以下『風雲STB』と表記）では前回で失敗した獅子王打倒を今度こそ成し遂げるべく、獅子王が新たに開催した『裏獣神舞闘会』に参戦する。しかし、真獅子王を倒した後で目の前に邪呀の首領・ジャズウが現れ、彼からカズウを殺した張本人が獅子王ではなく自らである事を聞かされる。そのエンディングでは邪呀に反旗を翻す様子が語られている。

### 必殺技
陽炎拳（かげろうけん）
その場で手刀を連発する。
轟天（ごうてん）
手甲に仕込んだカギ爪を突き出した状態で前方に回転突撃する。
無道牛炎波（むどうぎゅうえんは）
姿を消して地面に潜り、牛の顔の形をした炎を左右に飛ばす。
豪炎弾（ごうえんだん）
手甲の発射口から、爆弾を飛ばす。『風雲黙示録』と『風雲STB』では爆弾の効果や飛ぶ軌道が違う。
滅殺爪（めっさつそう）
上空に瞬間移動したあと、カギ爪で奇襲する技。『風雲黙示録』では特殊攻撃だったが、『風雲STB』では必殺技。
獄炎界（ごくえんかい）
『風雲黙示録』での「豪炎弾」に似た飛び道具。『風雲STB』でのみ使用する技。
三日月（みかづき）
腕をふって、衝撃波を飛ばす。空中でも使用可能。『風雲STB』でのみ使用する技。
無道転輪爪（むどうてんりんそう）
空中画面端から繰り出す、「轟天」に似た奇襲技。

### 逆転技
邪呀乱撃掌（じゃがらんげきしょう）
「陽炎拳」のパワーアップ版。

## メズウ（馬頭）
テロリスト組織である邪呀に所属する忍者の一人で、水と氷の忍術の使い手。三つ子の兄にゴズウ、弟にカズウがいる。青い装束を身に纏い、馬にも似た先端の尖ったマスクで素顔を隠している。見た目通り、性格は凶暴。
『風雲黙示録』では弟であるカズウが獅子王に殺された事を組織から聞かされ、兄のゴズウと共に獅子王の開催した『獣神舞闘会』に参戦。カズウの仇を討つべく獅子王の命を狙う。
『風雲STB』では前回で失敗した獅子王打倒を今度こそ成し遂げるべく、獅子王が新たに開催した『裏獣神舞闘会』に再び兄と共に参戦して、この大会の手柄で邪呀での自分の地位を上げようと目論む。しかし、真獅子王を倒した後で目の前に邪呀の首領・ジャズウが現れ、彼からカズウを殺した張本人が獅子王ではなく自らである事を聞かされる。そのエンディングでは邪呀に追われる身となった様子が語られている。

### 必殺技
陽炎脚（かげろうきゃく）
その場で連続蹴りを繰り出す。
轟天（ごうてん）
軌道が違う以外は、ゴズウの使う技と同じ。
無道水流波（むどうすいりゅうは）
『風雲黙示録』では渦巻を身に纏って、相手をその場に巻き込む。『風雲STB』では地面に水流を打ち出し、その水流に触れた相手を渦巻に巻き込む。
流氷弾（りゅうひょうだん）
『風雲黙示録』では手甲の発射口から、氷の弾を打ち出す。『風雲STB』では手甲の発射口から、地面を走る氷を打ち出す。
かまいたち
両足を揃えて、下から上に蹴り上げる。『風雲黙示録』では通常技だったが、『風雲STB』では必殺技。
氷衣（ひょうい）
自分の周囲に氷の球を纏う。『風雲STB』でのみ使用する技。
三日月（みかづき）
腕をふって、衝撃波を飛ばす。ゴズウの使う技と違い、地上でしか使えない。『風雲STB』でのみ使用する技。
無道転輪爪（むどうてんりんそう）
ゴズウの使う技と同じ。

### 逆転技
邪呀乱撃脚（じゃがらんげききゃく）
「陽炎脚」のパワーアップ版。

## カズウ（鹿頭）
ゴズウとメズウの三つ子の弟。『風雲黙示録』のメズウのエンディングでは、回想でその姿が描かれており、緑色の装束に鹿の角、ゴーグル、救護用マスクで素顔を隠した外見となっている。キャラクター設定では風の忍術の使い手となっている。ゴズウとメズウによれば、とても兄想いな性格をしていたらしい。獅子王に殺されてしまったと言われていたが、実際に彼の命を奪ったのは首領のジャズウである。

## ジャズウ（邪頭）
テロリスト組織である邪呀の首領。忍術の他にも妖術を駆使する事が可能で、普段は姿をカラスに変え、その登場時には真獅子王の居城を怪しげな異空間へと変貌させている。真獅子王が倒された後、ソード・オブ・レオを操り、真獅子王の胸に突き刺している（ただし絶命はしていなかった）。
目的達成の為ならば手段を選ばない非道な人物で、部下であるゴズウとメズウの2人が執念で真獅子王の命を狙うようにすべく、彼らの弟であるカズウの命を奪っており、更に彼らが真獅子王を倒した後は用済みとなった2人に真実を明かし殺そうとする。
『風雲STB』の最終ボスとして初登場して、中ボスの真獅子王とともに業務用及び家庭用の隠しキャラクターであった。また、この2人は単体で戦う高性能キャラクターなので、他のキャラクターとタッグを組むことができない。しかし、それでも有り余るほどの強さを発揮できる。
その後、『ザ・キング・オブ・ファイターズXI』（以下『KOF XI』と表記）にショー・疾風とともに乱入キャラクターとして登場した。CPU戦ではステージ3までに条件を満たすと、ステージ4に乱入してくる。業務用で使用するには、1200時間を超える基盤の稼働が必要。

### 必殺技
陽炎拳（かげろうけん）
ゴズウの技と違い、「邪呀乱撃掌」に近い技。『KOF XI』では通常の超必殺技として使用する。
陽炎脚（かげろうきゃく）
メズウの技と違い、「邪呀乱撃脚」に近い技。『KOF XI』では通常の超必殺技として使用する。
轟天（ごうてん）
ゴズウ、メズウの技と同じ。
豪炎弾（ごうえんだん）
ゴズウの技と同じ。
無道水流波（むどうすいりゅうは）
水流の色が違う以外は、『風雲STB』版のメズウの技と同じ。
鎌鼬（かまいたち）
メズウの技と同じ。『KOF XI』では表記が漢字になっている。
三日月（みかづき）
ゴズウの使う技と同じ。
邪氷魔（じゃひょうま）
相手の頭上にツララを落とす。ジャズウのオリジナル技。
背水叫喚殺（はいすいきょうかんさつ）
相手の攻撃を受けると、姿を消して上空から相手を攻撃する。ジャズウのオリジナル技。
無道転輪爪（むどうてんりんそう）
ゴズウ、メズウの技と同じ。

### 逆転技（超必殺技）
邪呀絶命柱（じゃがぜつめいちゅう）
魔法陣を出して、相手の前方に炎柱を飛ばす。ジャズウのオリジナル技。『KOF XI』ではリーダー必殺技として使用する。